# Idioma gāndhārī
Gāndhārī es el nombre moderno, acuñado por el erudito Harold Walter Bailey (en 1946), para una lengua prákrita documentada en textos fechados entre el siglo III a. C. y el siglo IV d. C. en la región noroccidental de Gandhāra. Esta lengua fue muy utilizada por las antiguas culturas Budistas de Asia Central y se ha encontrado hasta en el este de China, en inscripciones en Luoyang y Anyang.
Aparece en monedas, inscripciones y textos, sobre todo en los textos budistas de Gandhāra. Destaca entre los prákritos por tener cierta fonología arcaica, por su relativo aislamiento e independencia, por estar parcialmente dentro de la influencia del Próximo Oriente antiguo y del Mediterráneo y por el uso de la escritura Kharoṣṭhī, en comparación con las escrituras bráhmicas utilizadas por otros prákritos.

## Descripción
El gāndhārī es una lengua indoaria media temprana con características únicas que lo distinguen de todos los demás prákritos conocidos. Fonéticamente, mantuvo las tres sibilantess del indoario antiguo /-s, ś/ y /ṣ-/ como sonidos distintos donde caían juntos como [s] en otros prákritos, un cambio que se considera uno de los primeros cambios del indoario medio. El gāndhārī también conserva ciertos grupos de consonantes del indoario antiguo, sobre todo los que implican v y r. Además, la th y la dh intervocálicas del indoario antiguo se escriben desde el principio con una letra especial (señalada por los estudiosos como una s subrayada, [s]), que más tarde se utiliza indistintamente con la s, lo que sugiere un cambio temprano a un sonido, probablemente la fricativa dental sonora ð, y un cambio posterior a la z y luego a una s simple.
Los prákritos medios en su gran mayoría debilitaron /th/ en /dh/, que más tarde cambió a /h/. El kharoṣṭhī no hace la distinción entre vocales cortas y largas, por lo que se desconocen los detalles de esa característica.
Las pruebas lingüísticas vinculan el gāndhārī con las lenguas dárdicas. Las lenguas kohistani, ahora todas desplazadas de sus tierras de origen, estuvieron una vez más extendidas en la región y muy probablemente descienden de los antiguos dialectos de la región de Gandhara. La última en desaparecer fue la Tirahi, que todavía se hablaba hace algunos años en unas pocas aldeas de los alrededores de Jalalabad en el este de Afganistán, por descendientes de emigrantes expulsados de Tirah por los Afridi Pashtuns en el siglo XIX. Georg Morgenstierne afirmó que el tirahi es "probablemente el remanente de un grupo dialectal que se extiende desde Tirah a través del Distrito de Peshawar hasta el Swat y el Dir". En la actualidad, estaría totalmente extinguida y la región está dominada por lenguas iranias traídas por migrantes posteriores, como el pashto. Entre las lenguas indoarias actuales que aún se hablan, la Torwali muestra la mayor afinidad lingüística posible con el niya, un dialecto del Gāndhārī.

### Fonología
En términos generales, el gāndhārī es un prácrito medio, un término que designa a las lenguas indoarias de la etapa media. Sólo comienza a mostrar las características de los prácritos tardíos en el siglo I d. C. Los rasgos fonéticos del prácrito medio son el debilitamiento de las consonantes intervocálicas: degeminación y sonorización, como el cambio de OIA *k a g. La pérdida más rápida fue la de las dentales, que empezaron a desaparecer por completo incluso antes del período tardío, como en *t > ∅, como en *pitar > piu; en cambio, las consonantes retroflejas nunca se perdieron. También hay pruebas de la pérdida de la distinción entre las oclusivas aspiradas y no-aspiradas, lo que es inusual en las lenguas indoarias.
En el gāndhārī de Asia Central, suele haber confusión en la escritura de nasales con las oclusivas homorgánicas; no está claro si esto puede representar la asimilación de la oclusiva o la aparición de consonantes prenasalizadas al inventario fonético.

### Gramática
La gramática de gāndhārī es difícil de analizar; las terminaciones se erosionaron no sólo por la pérdida de las consonantes finales y la simplificación de grupos consonánticos de todos los prácritos, sino también por el aparente debilitamiento de las vocales finales "'hasta el punto de que ya no se diferenciaban'". No obstante, todavía existía al menos un sistema rudimentario de caso gramatical. Las formas verbales tienen un uso muy restringido debido a la utilización primaria de los textos más largos a las traducciones de los documentos religiosos y a la naturaleza narrativa de los sutras, pero parecen ser paralelos a los cambios en otros prácritos.

### Léxico
El léxico del gāndhārī también está limitado por su uso textual; todavía es posible determinar formas inusuales, como las formas del gāndhārī que muestran puntos en común con formas de las lenguas indoarias modernas de la zona, especialmente algunos grupos de las lenguas dárdicas. Un ejemplo es la palabra para 'hermana', que desciende del indoario antiguo *svasṛ- como en las lenguas dárdicas, mientras que todas las lenguas indoarias han sustituido ese término por reflejos de bhaginī.

## Redescrubrimiento e historia
La identificación inicial de una lengua distinta se produjo a través del estudio de uno de los Āgamas, el Dīrghāgama, que había sido traducido al chino por Buddhayaśas (佛陀耶舍) y Zhu Fonian (竺佛念).

La hipótesis ahora dominante sobre la propagación del budismo en Asia Central se remonta a 1932, cuando E. Waldschmidt observó que los nombres citados en el Dīrghāgama chino (T. 1), que habían sido traducidos por el monje Buddhayaśas (que también tradujo el Dharmaguptakavinaya), declaradamente Dharmaguptaka, no fueron traducidos del sánscrito, sino de un prácrito en ese entonces indeterminado que también se encontraba en el Khotan Dharmapada. En 1946, Bailey identificó este prácrito, que denominó "Gāndhārī", como correspondiente a la lengua de la mayoría de las inscripciones Kharoṣṭhī del noroeste de la India.

Desde entonces, ha crecido un consenso en la erudición que ve la primera ola de trabajo misionero budista como asociado con el gāndhārī y la escritura kharoṣṭhī, y tentativamente con la secta Dharmaguptaka.[cita requerida]
Las pruebas disponibles también indican que las primeras misiones budistas a Khotan fueron llevadas a cabo por la secta Dharmaguptaka, y utilizaron un Gāndhārī escrito por Kharoṣṭhī.[cita requerida]
Sin embargo, hay pruebas de que otras sectas y tradiciones del budismo también utilizaron el Gāndhārī, y pruebas de que la secta Dharmaguptaka también utilizó el sánscrito en ocasiones.

Es cierto que la mayoría de los manuscritos en Gāndhārī pertenecen a los Dharmaguptakas, pero prácticamente todas las escuelas -incluida la Mahāyāna- utilizaban algo de Gāndhārī. Von Hinüber (1982b y 1983) ha señalado palabras gāndhārī incompletamente sánscritas en obras hasta ahora atribuidas a los Sarvāstivādins y sacó la conclusión de que, o bien la atribución sectaria debía ser revisada, o bien el dogma tácito "Gāndhārī es igual a Dharmaguptaka" es erróneo. Por el contrario, los Dharmaguptakas también recurrieron al sánscrito.

A partir del primer siglo de la era común, hubo una gran tendencia hacia un tipo de Gāndhārī muy influido por el sánscrito.

## Manuscritos budistas en gāndhāri
Hasta 1994, el único manuscrito en gāndhāri del que disponían los estudiosos era un manuscrito en corteza de abedul de un texto budista, el Dharmapāda, descubierto en Kohmāri Mazār cerca de Hotan en Xinjiang en 1893 CE. A partir de 1994, un gran número de manuscritos fragmentarios de textos budistas, setenta y siete en total, fueron descubiertos en el este de Afganistán y el oeste de Pakistán. Estos incluyen:
- 29 fragmentos de pergaminos de corteza de abedul de la colección de la Biblioteca Británica que consisten en partes del Dharmapada, Anavatapta Gāthā, el Sūtra del Rinoceronte, Sangitiparyaya y una colección de sutras del Ekottara Āgama.
- 129 fragmentos de folios de hoja de palma de la Colección Schøyen, 27 fragmentos de folios de hoja de palma de la colección Hirayama y 18 fragmentos de folios de hoja de palma de la colección Hayashidera que consisten en el Mahāyāna Mahāparinirvāṇa Sūtra y el Bhadrakalpikā Sūtra.
- 24 pergaminos de corteza de abedul de la colección Senior consistente en su mayoría en diferentes sutras y el Anavatapta Gāthā.
- 8 fragmentos de un solo pergamino de corteza de abedul y 2 pequeños fragmentos de otro pergamino de la colección de la Universidad de Washington que consisten probablemente en un texto del Abhidharma u otros comentarios escolásticos.

## Traducciones del gāndhāri
Los sūtras budistas mahayanas fueron llevados desde Gandhāra a China ya en el año 147 d. C., cuando el monje Kushan Lokakṣema comenzó a traducir los primeros sutras budistas al chino. Las primeras de estas traducciones muestran evidencias de haber sido traducidas desde el gāndhārī. También se sabe que durante este período existían en China manuscritos en escritura kharoṣṭhī.